# Bellibos (Bellibos) dageti
Bellibos (Bellibos) dageti là một loài chân đều trong họ Munnopsidae. Loài này được Chardy miêu tả khoa học năm 1975.